# Katsumi Oenoki
Katsumi Oenoki (Shizuoka, 3. travnja 1965.) japanski je nogometaš.

## Klupska karijera
Igrao je za Yamaha Motors i Shimizu S-Pulse.

## Reprezentativna karijera
Za japansku reprezentaciju igrao je od 1989. do 1990. godine. Odigrao je 5 utakmice.
S japanskom reprezentacijom Katsumi Oenoki je igrao na Azijskom kupu 1988.

## Statistika
| Japan  | Japan | Japan |
| Godina | Nast. | Gol.  |
| ------ | ----- | ----- |
| 1989.  | 4     | 0     |
| 1990.  | 1     | 0     |
| Ukupno | 5     | 0     |

## Vanjske poveznice
- National Football Teams
- Japan National Football Team Database